# مقاطعة جيويل (كانساس)
مقاطعة جيويل (بالإنجليزية: Jewell County)‏ هي إحدى المقاطعات في ولاية كانساس، الولايات المتحدة الأمريكية  تُعرف بجمالها الطبيعي وسكونها الريفي. تأسست في عام 1880، وسُميت بهذا الاسم للدلالة على قيمتها كـ "جوهرة" في الولاية. تقع في شمال غرب كانساس، وتعتبر الزراعة النشاط الاقتصادي الأساسي فيها، حيث تُنتج المحاصيل مثل القمح والذرة. تُعد مقاطعة جيويل من المناطق ذات الكثافة السكانية المنخفضة، مما يجعلها مكاناً هادئاً ومناسباً للأنشطة الخارجية مثل الصيد والتخييم. تتميز بتنوع مناظرها الطبيعية من التلال والسهول، مما يعزز جمالها الريفي ويجعلها مقصدًا للباحثين عن هدوء الطبيعة.
تستضيف مقاطعة جيويل مجموعة من الفعاليات الثقافية والمهرجانات المحلية التي تعكس تقاليدها الريفية. من بين هذه الفعاليات مهرجان الزراعة المحلي ومعارض الحرف اليدوية التي تستعرض المنتجات المحلية.